# Candona bretzi
Candona bretzi är en kräftdjursart som beskrevs av Staplin 1963. Candona bretzi ingår i släktet Candona och familjen Candonidae. Inga underarter finns listade.